# Siedlce Łaskie
Siedlce Łaskie – jeden z przystanków kolejowych na magistrali węglowej w Siedlcach (powiat łaski). Od 15 grudnia 2024 z zatrzymują się tu dwie pary pociągów Łódzkiej Kolei Aglomaracyjnej relacji Łódź Fabryczna – Częstochowa.